# Huguette De Bleecker
Huguette De Bleecker-Ingelaere (Gent, 22 augustus 1941 - aldaar, 10 december 2009) was een Belgisch politica voor de Volksunie.

## Levensloop
Ze was co-voorzitster van de Vlaamse Volksbeweging (VVB). Daarnaast was De Bleecker een van de stichtende leden en erevoorzitter van het Forum van Vlaamse Vrouwen (vroeger: Federatie Vlaamse Vrouwengroepen). In januari 2009 werd zij aangesteld als voorzitster van het Overlegcentrum van Vlaamse Verenigingen (OVV).
Ze was gemeenteraadslid te Gent van 1984 tot 1994 en van 1975 tot 1985 Oost-Vlaams provincieraadslid voor de Volksunie. Beroepshalve was Huguette De Bleecker lerares geschiedenis. Zij was ook lerares aan de Verpleegstersschool "Zusters van Liefde" te Gent. Verder was zij ook nog actief in verschillende socio-culturele verenigingen in Gent.
Ze is ook nog in het programma Recht van antwoord gekomen met Goedele Liekens, omdat ze bezwaar had tegen de inhoud van het nummer van Kamagurka voor de Gentse Feesten.

## Varia
In Gent werd er een straat naar haar genoemd. Het gemeenteraadsbesluit haalde aan: "Haar leven stond in dienst van de Vlaamse en sociale ontvoogdingsbeweging".